# Pronja (vattendrag i Belarus)
Pronja (vitryska: Проня) är ett vattendrag i Belarus.   Det ligger i voblasten Mahiljoŭs voblast, i den östra delen av landet, 230 km öster om huvudstaden Minsk.
I omgivningarna runt Pronja växer i huvudsak blandskog. Runt Pronja är det glesbefolkat, med 11 invånare per kvadratkilometer.